# Caciara

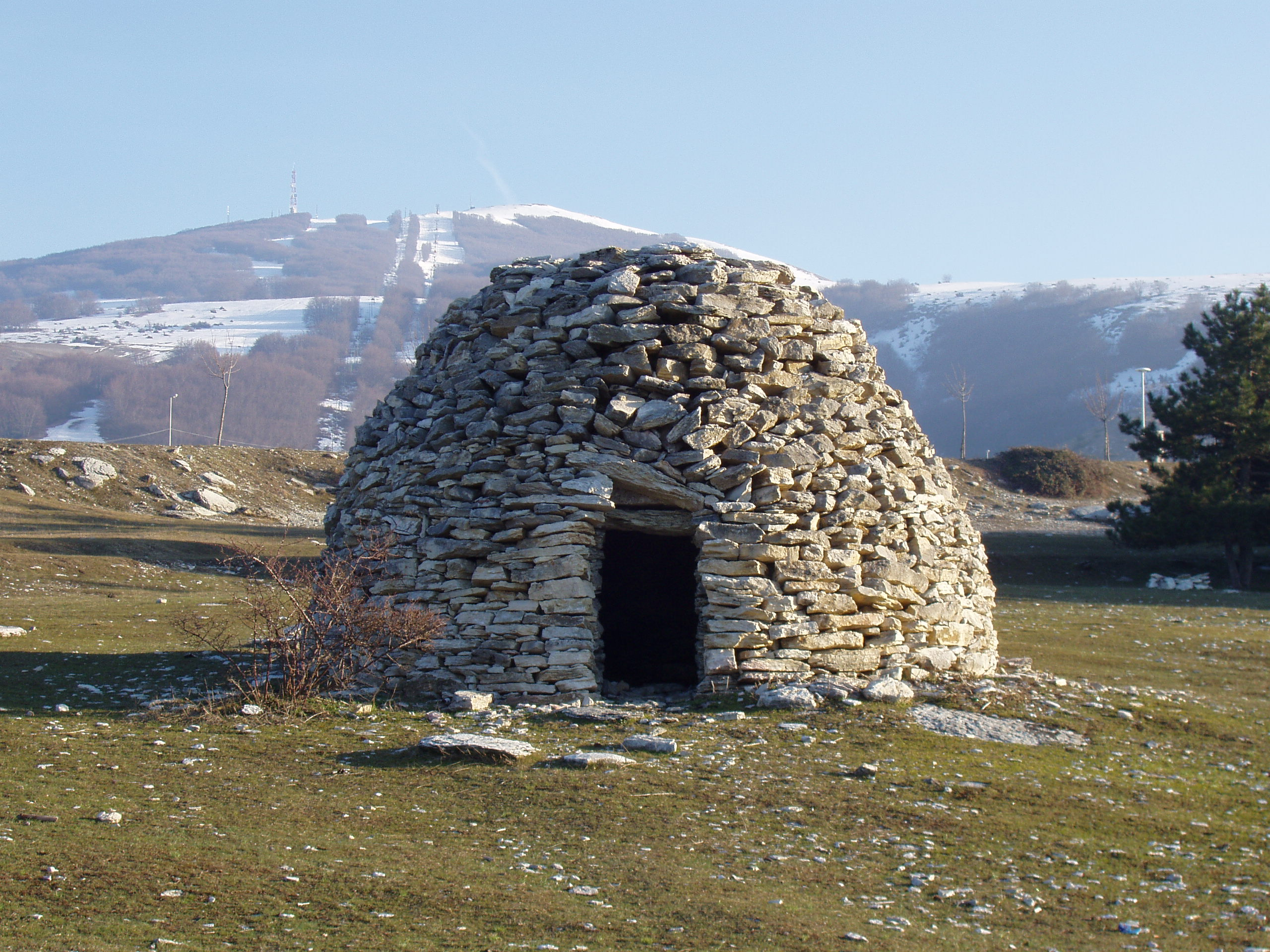
La caciara, tipica capanna in pietra a secco (Montagna dei Fiori, 2008)

La caciara è una capanna in pietra a secco costruita e fruita dai pastori dell'Appennino centrale: comunemente conosciuta come capanna a thòlos, in Abruzzo e nelle Marche prende il nome, appunto, di caciara.

## Origini
Il termine caciara sembra derivare dal latino casearia (ossia un luogo di produzione di formaggi). Era pratica comune usare un luogo comune per depositare gli attrezzi agricoli di più agricoltori. Le caciare hanno una struttura simile ai trulli della Puglia: la transumanza ha creato nei secoli una stretta relazione tra i pastori dell'Appennino centrale e il Tavoliere delle Puglie.

## Descrizione

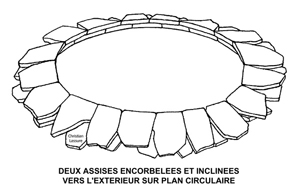
La volta circolare della caciara è realizzata con il sistema dell'arco a mensola

### Struttura
La struttura è costruita in pietra senza l'uso di malte leganti. La forma è semisferica o ogivale. La tecnica costruttiva consentiva ai pastori la realizzazione senza l'utilizzo di complesse attrezzature e centine di legno. 
La particolarità sta nel fatto che la costruzione ha la caratteristica dell'autosostegno, grazie alla sfericità della struttura che presenta, procedendo verso l'alto, cerchi concentrici sovrapposti con diametro lievemente decrescente, in modo che l'anello successivo è sostenuto da quello sottostante. 
La tecnica è quella dell'arco a mensola.

### Uso

Caciara sulla Montagna dei Fiori (foto Marramà, 1925)

Le caciare erano utilizzate dai pastori per il proprio ricovero e per eseguire, in luogo riparato la lavorazione e per il deposito temporaneo dei formaggi. Il termine caciara potrebbe derivare dal latino casearia e quindi luogo dove si produce e si ricovera il formaggio. Altra ipotesi più recente è quella legata alla parola casale usata dalle genti locali per indicare i capanni dove gli agricoltori ricoveravano gli attrezzi da lavoro da utilizzare per i terreni siti più in quota e quindi più difficili e più faticosi da raggiungere.

### Siti
Le caciare sono presenti sui Monti Gemelli e soprattutto sulla Montagna dei Fiori a nord-est dei Monti della Laga nella zona di confine tra le province di Teramo e di Ascoli Piceno. Oltre 150 capanni sono attualmente ancora visibili e alcuni di questi presentano un buono stato di conservazione. Altri esempi si trovano nell'aquilano, nella Valle del Vasto, in località Ienca. Sulla Maiella, dai paesi di Lettomanoppello, Abbateggio, Roccamorice verso Passo Lanciano si trova la più grande concentrazione di capanne a tholos.